# Enklawy Puszczy Sandomierskiej
Enklawy Puszczy Sandomierskiej este o arie protejată (sit de importanță comunitară — SCI) din Polonia întinsă pe o suprafață de 7.952,49 ha, integral pe uscat.

## Localizare
Centrul sitului Enklawy Puszczy Sandomierskiej este situat la coordonatele 50°27′00″N 21°49′51″E / 50.4499°N 21.8309°E.

## Înființare
Situl Enklawy Puszczy Sandomierskiej a fost declarat sit de importanță comunitară în aprilie 2014 pentru a proteja 9 specii de animale.

## Biodiversitate
Situată în ecoregiunea continentală, aria protejată conține 11 habitate naturale: Vegetație psamofilă uscată cu pășuni deschise de Corynephorus și Agrostis, Pajiști uscate europene, Pajiști cu Molinia pe soluri calcaroase, turboase sau argilos-nămoloase (Molinion caeruleae), Fânețe de joasă altitudine (Alopecurus pratensis, Sanguisorba officinalis), Turbării active, Mlaștini turboase de tranziție și turbării mișcătoare, Păduri de fag Luzulo-Fagetum, Păduri de stejar și carpen Galio-Carpinetum, Mlaștini împădurite, Păduri aluvionare cu Alnus glutinosa și Fraxinus excelsior (Alno-Padion, Alnion incanae, Salicion albae), Păduri mixte riverane de Quercus robur, Ulmus laevis și Ulmus minor, Fraxinus excelsior sau Fraxinus angustifolia, de-a lungul marilor râuri (Ulmenion minoris).
La baza desemnării sitului se află mai multe specii protejate:
- amfibieni (1): buhai de baltă cu burta roșie (Bombina bombina)
- mamifere (3): lupul (Canis lupus), castor (Castor fiber), vidră de râu (Lutra lutra)
- nevertebrate (5): albilița portocalie (Colias myrmidone), fluturele purpuriu (Lycaena dispar), Osmoderma eremita, Phengaris nausithous, Phengaris teleius

Pe lângă speciile protejate, pe teritoriul sitului au mai fost identificate 3 specii de plante.